# Совињон блан
Совињон блан (фр. Sauvignon blanc) је сорта белог грожђа која потиче из околине Бордоа у Француској. Име је добило од француских речи sauvage, што значи „дивље”, због тога што његови корени сежу у југозападну Француску. Укус вина које се прави од овог грожђа је сув и освежавајућ, а подсећа на траву, зреле диње, маракују и смокве.
Гаји се у свим виноградарских регионима света, попут Француске, Чилеа, Канаде, Јужне Африке, Новог Зеланда и др. Совињон блан је први пут култивисан током 18. века на југу Француске, да би у 19. био пренесен у Нови свет, а пред крај 20. века и на Нови Зеланд. Ово грожђе најбоље успева у медитеранским областима, а тамо где су лета жарка брже зри, што утиче на његову киселост.

## Галерија
- Виноград
- Новозеландски совињон
- Новозеландски совињон 2